# Ubisoft Bucharest
Ubisoft Bucharest (иногда указывается как Ubisoft Romania) — компания, разрабатывающая компьютерные игры. Размещается в городе Бухарест, Румыния.
Компания была основана в октябре 1992 года как подразделение французской компании Ubisoft. Одной из известнейших игровых серий компании является Silent Hunter, реалистичный симулятор подводных лодок (игры серии выходят с 1996 года) и Chessmaster — шахматный симулятор, развитие которого Ubisoft Romania, после других студий, продолжила в 2003 году.

## Разработанные игры
- 1996 — 2010 — Silent Hunter (ПК)
- 2003 — 2007 — Chessmaster (ПК, PlayStation 3, PSP, Xbox 360)
- 2000 — POD: Speedzone (Dreamcast)
- 2003 — Downtown Run (ПК, PlayStation 2, GameCube) (портирование на мобильные телефоны — Com2uS[англ.])
- 2006 — Blazing Angels: Squadrons of WWII (ПК, Xbox, Xbox 360)
- 2007 — Blazing Angels 2: Secret Missions of WWII (ПК, Xbox 360, PlayStation 3)
- 2009 — Tom Clancy’s H.A.W.X. (Xbox 360, PlayStation 3, Wii) (портирование на ПК — Ubisoft Ukraine)
- 2010 — Tom Clancy’s H.A.W.X. 2 (ПК, Xbox 360, PlayStation 3, Wii)[1]
- 2011 — Assassin’s Creed: Revelations (совместная разработка)
- 2013 — Assassin’s Creed IV: Black Flag (совместная разработка)